# Trbovlje
Trbovlje (německy Trifail, ve slovinštině je název pomnožný, tj. ty Trbovlje) jsou město ve Slovinsku, v Zasavském regionu, na jižním pomezí historického Štýrského vévodství, u hranice s Kraňskem. Leží nedaleko od řeky Sávy, v údolí říčky Trboveljščica, která se do ní vlévá. V roce 2013 zde žilo 14 842 obyvatel. Město je správním centrem občiny Trbovlje.

## Historie

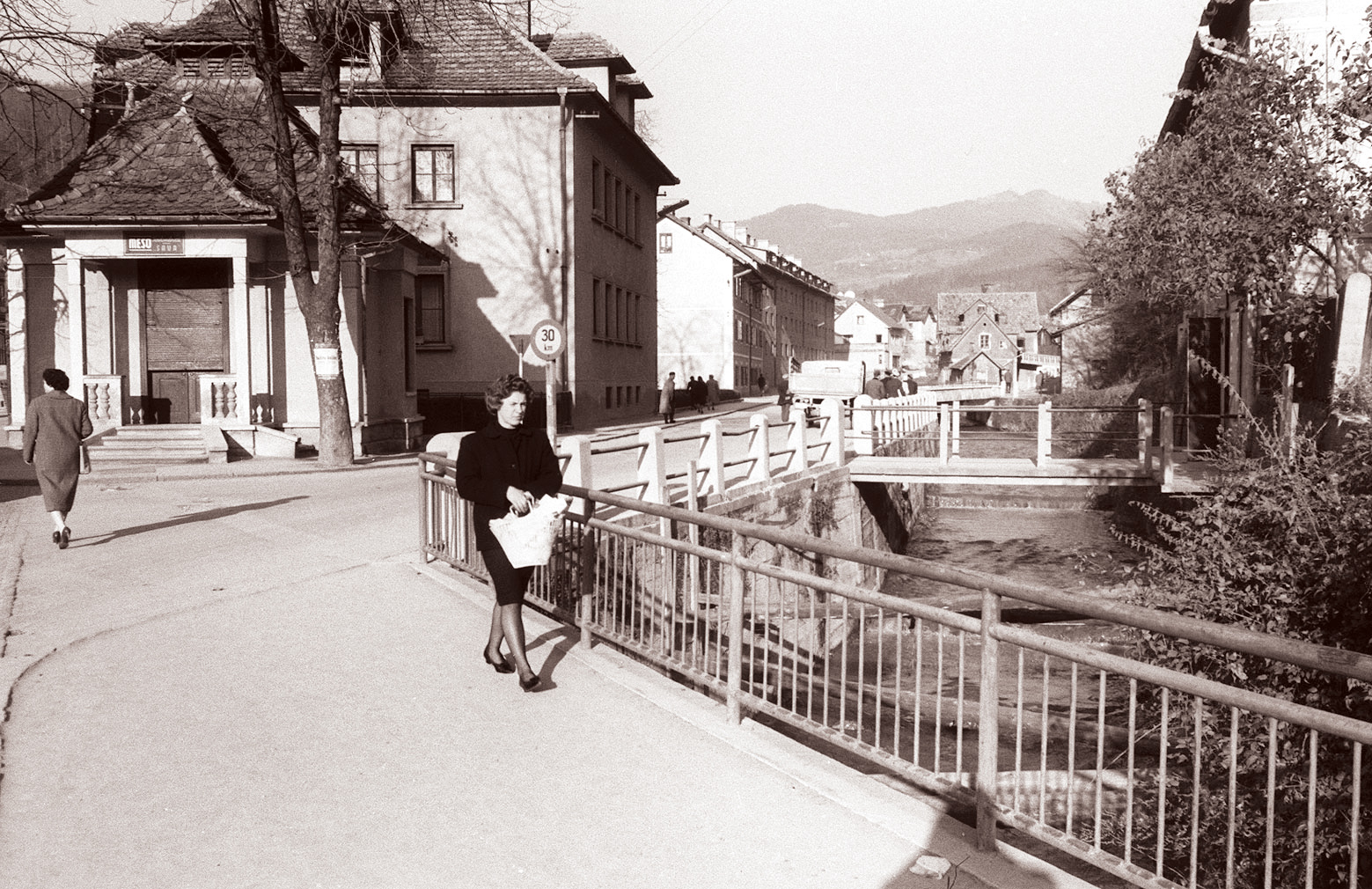
Pohled na ulici v Trbovljích v roce 1960.

Trbovlje jsou známé hlavně díky svým bohatým zásobám uhlí. Právě rozvoj těžby uhlí po roce 1804 umožnil rozvoj malé osady do podoby současného města. V roce 1849 byly připojeny na Rakouskou jižní dráhu (spojení Vídně s Terstem), což umožnilo ještě intenzivnější růst města. Roku 1872 byla založena Trboveljská těžební společnost, která vlastnila místní doly i další doly na území tehdejšího Slovinska. Povrchové doly na těžbu hnědého uhlí vznikly východně a jihovýchodně od města až směrem k obci Hrastno. 
Obyvatelstvo bylo v této době smíšené (slovinsky a německy mluvící). Boj za postavení slovinského jazyka probíhal v této době pod vedením Any Dimnik.
V období meziválečného jugoslávského království se staly místem několika stávek a protestů dělníků proti těžkým pracovním podmínkám. V roce 1924 zde došlo k násilným střetům mezi horníky a sympatizanty organizace ORJUNA. Město si tuto události připomíná Dnem města, který je stanoven na výročí událostí 1. června. V roce 1934 se zde uskutečnila stávka, během níž odmítli horníci vyfárat na povrch.
Za druhé světové války bylo město okupováno fašistickou Itálií. Místní obyvatelstvo se velmi rychle přidalo ke komunistickému hnutí odporu. Z Trbovlje byla také partyzánka Tončka Čeč, která získala posmrtně titul Lidového hrdiny Jugoslávie (srbochorvatsky Narodni heroj Jugoslavije. Během osvobozování bylo nicméně zabito v okolí města několik desítek německých vojáků, ti byli pohřbeni v masovém hrobě. Na osvobozování města se podílelo okolo tisícovky lidí; uskutečnilo se dne 8. května 1945.
Po válce došlo k rapidní modernizaci původně malého sídla a výstavbě nových částí města především v jeho jižní části. Vznikla organizovaná výstavba, sídliště a výškové budovy, které jsou umístěny na svazích říčky Trboveljščice. Urbanisté však byli při plánování nových sídlišť značně omezeni prostorem a příkrými svahy údolí. Ve městě vznikly znárodněním nové strojírenské podniky. Mezi takové patřil např. i Eleketro Standard na výrobu praček.
V lednu 1958 vypukla ve městě stávka nespokojených horníků. Jednalo se o první událost tohoto typu po ustavení socialistické Jugoslávie. Trvala tři dny a rozšířila se do několika dalších okolních hornických měst (např. Hrastno). Důvodem byly klesající ceny uhlí, které znamenaly klesající příjmy podniku a tím pádem vyplácení nízkých mezd. Stávka rozčílila komunistickou stranu, která kvůli ní uskutečnila v únoru speciální zasedání.
V roce 1990 bylo rozhodnuto o útlumu těžby. Ekonomické okolnosti znamenaly rovněž i útlum průmyslové výroby. Samotné město se sice transformovalo z řady dělnických kolonií v plnoprávné sídlo se vším všudy (Statut města získaly Trbovlje v roce 1952), Trbovlje však začaly trpět řadou strukturálních hospodářských problémů ne netypických pro jiná průmyslová centra. Nízká nabídka pracovních příležitostí, ekonomická transformace v 90. letech a odliv mozků způsobily městu značné škody. V roce 2005 se počet obyvatel města propadl pod 18 tisíc a i nadále má klesající tendenci. Obyvatelstvo rovněž stárne; jen mezi lety 2003 a 2013 se podíl obyvatel nad 65 lety věku zvýšil z 16 % na 19 %. Předpokládá se, že útlum těžby jen pro celý region Zasavje znamenal úbytek okolo 4000 dobře placených míst. 
V roce 2020 byla na vrchol nad městem umístěna socha stylizovaného Promethea, od roku 2021 navíc nasvícená.

## Ekonomika

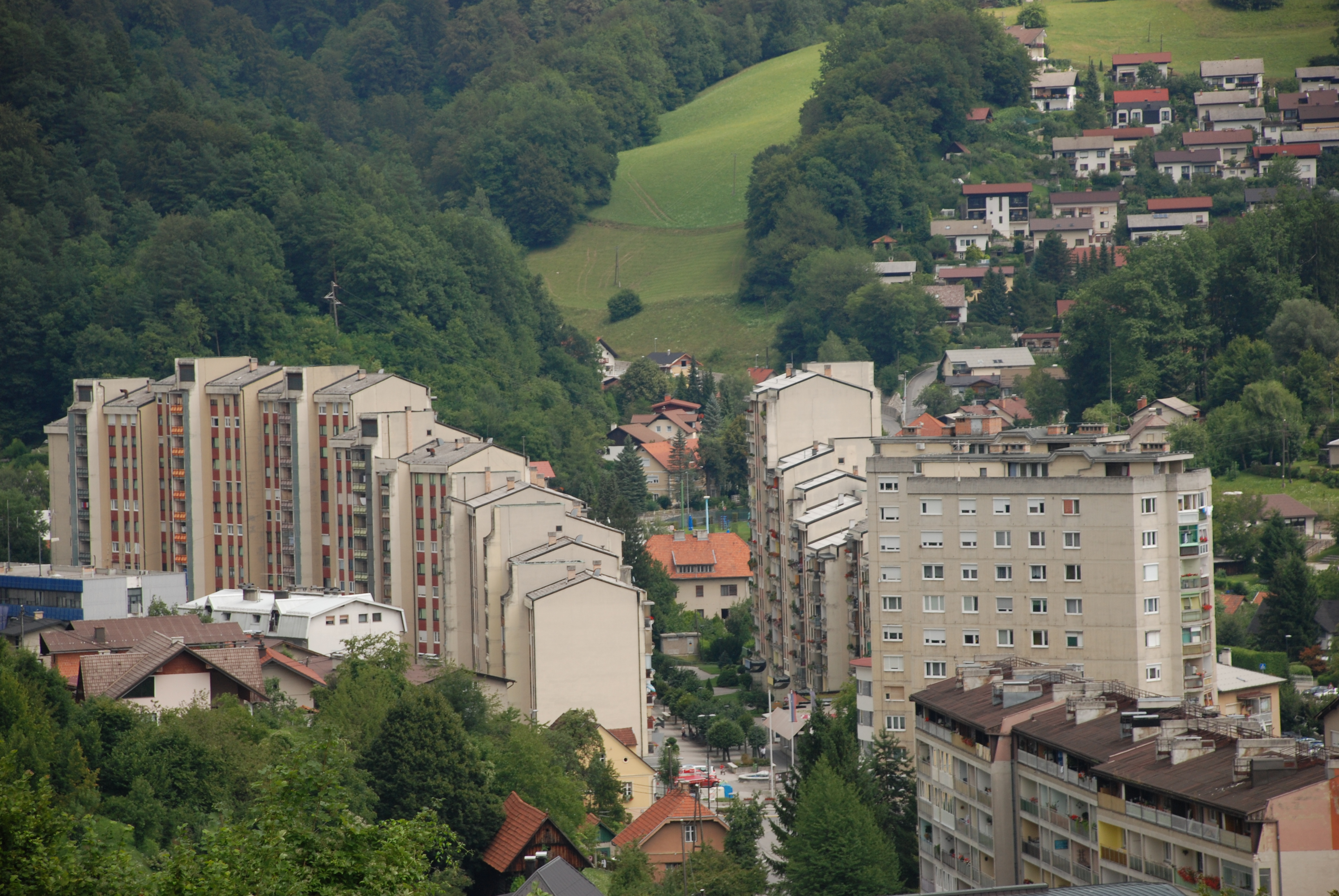
Obytné bloky.

Město patřilo k nejvíce industrializovaným lokalitám ve Slovinsku. Kromě dolů zde stojí i elektrárny, cementárna, továrny chemického průmyslu. Je považováno za jedno z nejvíce znečištěných v celém Slovinsku.[zdroj?]
Místní uhelná elektrárna má nejvyšší komín v Evropě – 360 m . Také je zde cementárna.
Na řece Sávě se dále po proudu nachází u města vodní elektrárna, která vznikla za první světové války a byla přestavěna v 60. letech 20. století.
Vzhledem k trendu postupné deindustrializace, která zasáhla i Slovinsko v závěru 20. století, počítá město Trbovlje s transformací místního hospodářství. V souvislosti s tím např. rozvíjí různé nové průmyslové zóny apod. Stejně jako jiná původně silně průmyslová města trpí i Trbovlje vyšší mírou nezaměstnanosti

## Doprava
Při jižním okraji města prochází hlavní železniční trať Lublaň – Dobova, která je spojnicí Lublaně se Záhřebem či Mariborem. Ve stejném směru je také vedena i silnice první třídy.

## Školství
Ve městě se nachází několik základních škol, dále také Střední technická škola a gymnázium. Mimo jiné zde stojí také škola hudební.

## Kultura

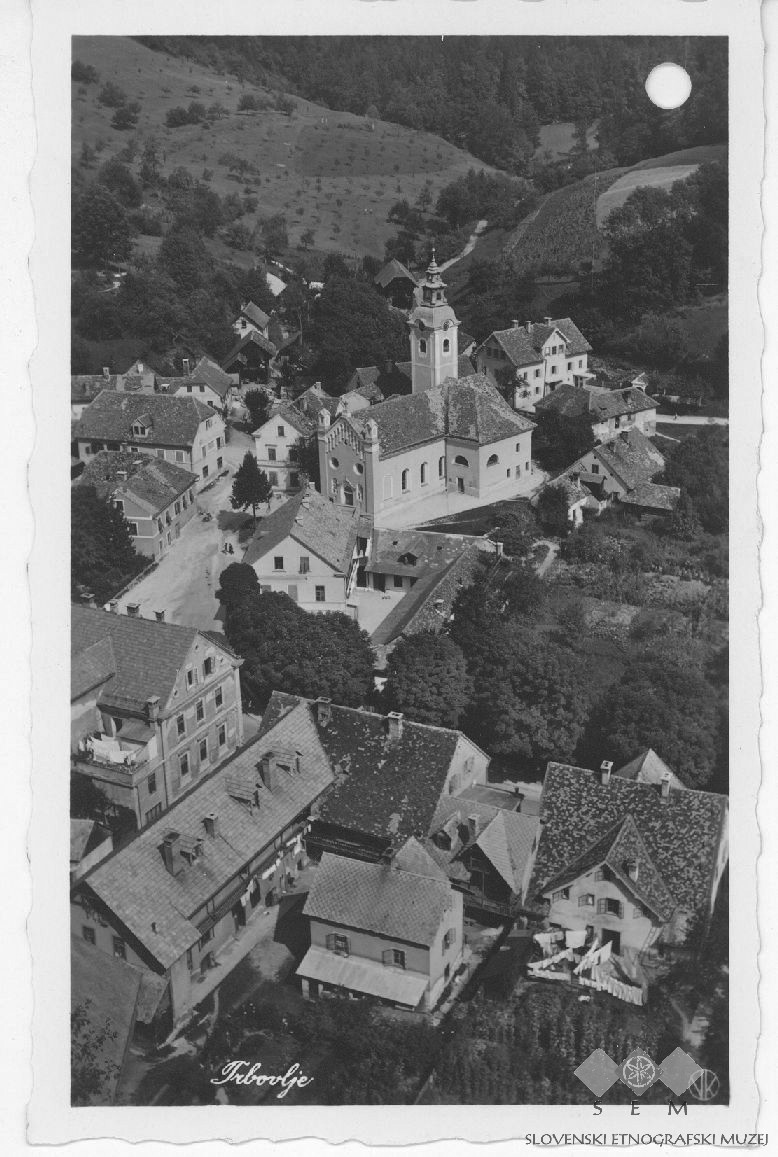
Kostel svatého Martina na historické fotografii.

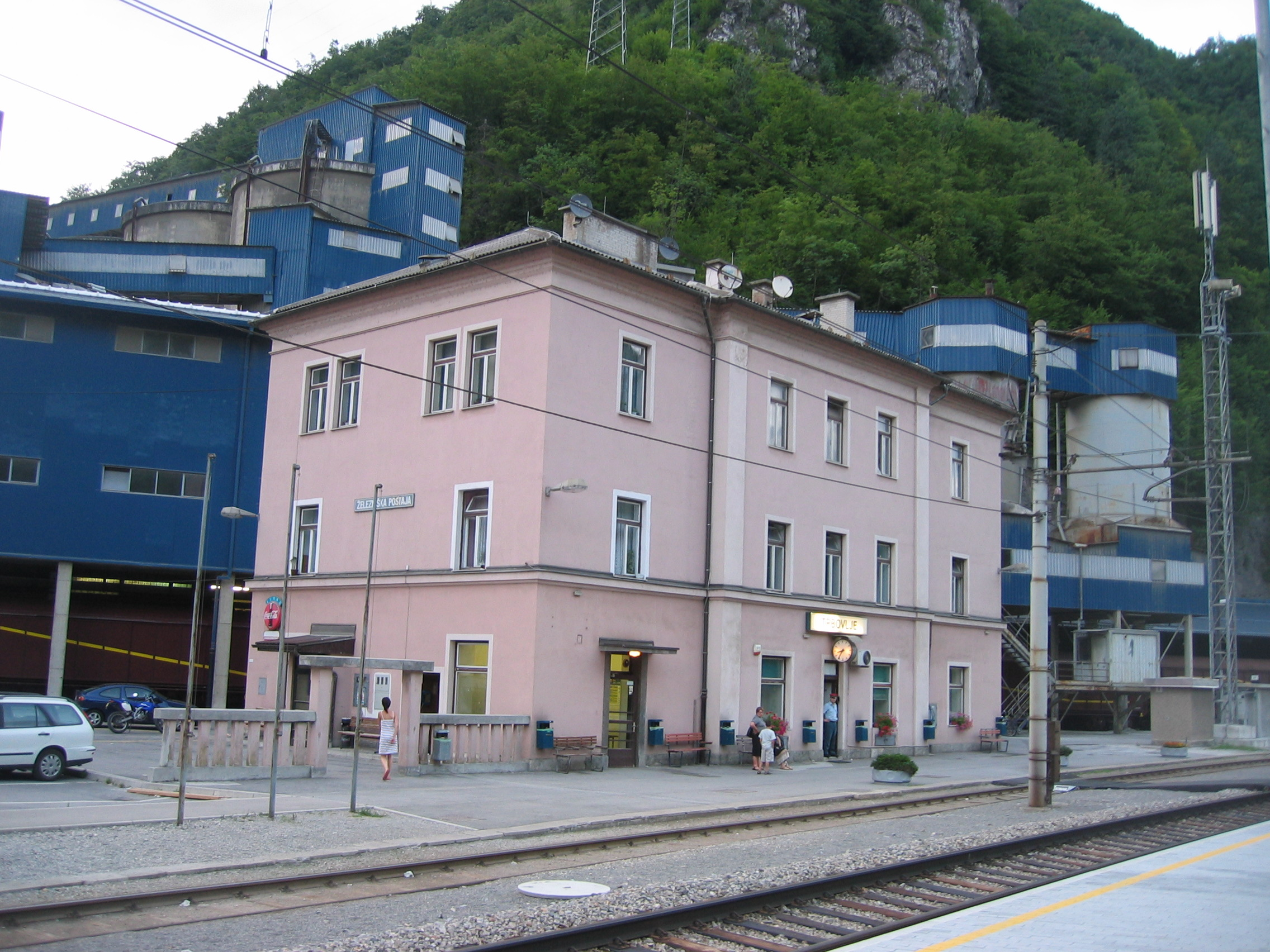
železniční stanice.

V Trbovljích se rovněž nachází i městské muzeum (slovinsky Zasavski Muzej Trbovlje), jehož expozice je věnována převážně těžbě uhlí. Jako hlavní kulturní instituce byl projektován dům kultury (resp. Dům dělníků) zahrnující kino, divadlo a další prostory. Jeho architektem byl Marko Župančič a Oton Gaspari.
Historicky nejstarší dům v obci pochází z roku 1582. Ve městě jsou dochované různé dělnické kolonie (např. Njiva, Terezija), které se město Trbovlje snaží kulturně oživit.
Z historických staveb ve městě vyniká kostel sv. Martina, původně románský kostel, jehož původ dnes připomíná jen část hlavní lodi. Novější kostel svatého Mikuláše pochází z 18. století. Z administrativního hlediska spadají oba kostely pod diecézi Celje.
Město je známé díky amatérské kulturní scéně; divadlu a řadě hudebních skupin. Ve městě byla v roce 1980 založena hudební skupina Laibach.

## Turistika
Oblíbeným výletním místem v okolí je vrchol Kum s nadmořskou výškou 1220 m n. m. Na vrcholu se nachází turistický dům (slovinsky Planinarski dom) a kostel sv. Anežky.

## Zdravotnictví
Ve městě se nachází Všeobecná nemocnice (slovinsky Splošna bolnica) a Lékařské centrum Heliks. 

## Známé osobnosti
Z Trbovljí nebo jeho okolí pochází tyto známé slovinské osobnosti:
- Jože Ciuha, malíř
- Bogdan Barovič, politik
- Aleš Gulič, poslanec
- Stojan Batič, sochař
- Jožef Hašnik, básník
- Leopold Hočevar, malíř
- Ana Dimnik, slovinská vzdělankyně
- Tončka Čeč, partyzánka
- Miha Marinko, partyzán
- Janko Drnovšek, stavební inženýr
- Boris Hamrla, důlní inženýr
- Anton Kuder, právník